# Bellonella rubra
Bellonella rubra är en korallart som beskrevs av Lars Zakarias Brundin 1896. Bellonella rubra ingår i släktet Bellonella och familjen läderkoraller. Inga underarter finns listade i Catalogue of Life.